# Iseilema windersii
Iseilema windersii är en gräsart som beskrevs av Charles Edward Hubbard. Iseilema windersii ingår i släktet Iseilema och familjen gräs. Inga underarter finns listade i Catalogue of Life.